# Jonathan Charquero
Jonathan Charquero, vollständiger Name Jonathan Sebastián Charquero López, (* 21. Februar 1989 in Montevideo) ist ein uruguayischer Fußballspieler.

## Karriere

### Verein
Der 1,80 Meter große, „Carqui“ genannte Offensivakteur Charquero wurde 2006 erstmals in den Erstligakader der Montevideo Wanderers berufen. In Spielzeit 2008/09 und der Folgesaison erzielte er zusammen 16 Treffer in der Primera División. Sodann wechselte er Anfang 2011 zum seinerzeit von Juan Ramón Carrasco trainierten Verein Nacional Montevideo, wo er in den Saisons 2010/11 und 2011/12 fünf Ligapartien absolvierte und zweimal ins gegnerische Tor traf. Auch drei Spiele (kein Tor) der Copa Libertadores stehen für ihn zu Buche. In der ersten Saison bei Nacional gewann er mit seinen Mitspielern den uruguayischen Meistertitel, den das Team im darauffolgenden Jahr verteidigte. Daran nahm er letztlich nicht mehr teil. Denn Ende 2011/Anfang 2012 verließ er die Bolsos, um sich in Peru Alianza Lima im Rahmen einer Ausleihe anzuschließen, weil Trainer Marcelo Gallardo nicht mehr auf ihn setzte. In Lima wirkte er 15-mal in der Primera División und viermal (ein Tor) in der Copa Libertadores mit. Einmal war er als Torschütze erfolgreich. Zunächst kehrte er sodann im August 2012 zu Nacional zurück, da der verschuldete peruanische Verein zuvor eine Gehaltskürzung Charqueros durchsetzen wollte, was dieser jedoch nicht akzeptierte, so dass der Vertrag aufgelöst wurde. Der seither ohne Spielpraxis in offiziellen Begegnungen bleibende Charquero wechselte dann aber im Januar 2013 für die Clausura 2013 zum Club Atlético Cerro. Trainer dort war seinerzeit Ricardo Ortíz. In der Apertura 2013 stand er bei Juventud unter Vertrag. Dort wurde er neunmal (ein Tor) in der Primera División eingesetzt. Zur Clausura 2014 schloss er sich dem Zweitligisten Boston River an und bestritt in der restlichen Spielzeit 2013/14 zehn Spiele (ein Tor) in der Segunda División. In der Saison 2014/15 lief er in 23 Zweitligaspielen auf und erzielte acht Treffer. Ende September 2015 wechselte er innerhalb der Liga zum Club Atlético Torque. Dort bestritt er in der Saison 2015/16 21 Ligapartien und schoss 14 Tore. Anfang August 2016 verpflichteten ihn die Santiago Wanderers. Bei den Chilenen wurde er bislang (Stand:  2. März 2017) in zwölf Ligaspielen (ein Tor) eingesetzt.

### Nationalmannschaft
Charquero gehörte der uruguayischen U-20-Auswahl an. Er war Mitglied des Aufgebots bei U-20-Südamerikameisterschaft 2009 in Venezuela. Im Turnier bestritt er sieben Spiele und schoss ein Tor im Spiel gegen Kolumbiens Auswahl. Charquero nahm mit dem Team auch an der U-20-Weltmeisterschaft 2009 in Ägypten teil. Dort wurde er in der Partie gegen die Auswahl Ghanas eingesetzt.

### Erfolge
- Uruguayischer Meister: 2010/11, 2011/12 (bei der zweiten Meisterschaft nur in der Apertura im Kader)